# Distrito de Koriya
Koriya (en Hindi: कोरिया जिला) es un distrito de la India en el estado de Chhattisgarh. Código ISO: IN.CT.KJ.
Comprende una superficie de 6578 km².
El centro administrativo es la ciudad de Baikunthpur.

## Demografía
Según censo 2011 contaba con una población total de 659039 habitantes, de los cuales 324703 eran mujeres y 334336 varones.